# 水野良Produce りょーことゆーなの G☆A☆
Broccoli The Night 水野良Produce りょーことゆーなの G☆A☆（ブロッコリーザナイト みずのりょうプロデュース りょーことゆーなの ジーエー）は、2005年8月5日から2006年3月31日までラジオ関西（本放送）と音泉（再配信）で放送・配信されていたラジオ番組。全35回。前番組のかないみかと森訓久が担当していた「Broccoli The Night みか・もりしゃんのGamers Amusement Station」とは一転したギャラクシーエンジェル関連の番組に変わった。

## 番組概要
- タイトル通り「ギャラクシーエンジェル」の連動番組。
- 開始時期は本放送のラジオ関西では8月5日、再配信の音泉では6日後の8月11日から放送されていた。
- 水野はこの番組がラジオ番組初挑戦。
- ラジオ関西金曜日最後の番組で番組終了後はCMなしで放送終了アナウンスだった。

### パーソナリティ
- 水野良（「ギャラクシーエンジェル」総監修）
- 新谷良子（ミルフィーユ・桜葉役）
- 稲村優奈（アプリコット・桜葉役）

### 配信曜日など
- 放送期間：2005年8月5日～2006年3月31日（全35回・8ヶ月）
- 放送：ラジオ関西：毎週金曜日27:30~28:00（＝土曜3:30~4:00）
- 配信：音泉：毎週木曜日（本放送より6日遅れで配信）
- スポンサー：BROCCOLI

### テーマソング
- 番組オープニングテーマ
  - ＃ 1～ 6：「Born to be happy」（歌：ミルフィーユ・桜葉／『ギャラクシーエンジェル 毎月CD 1/6』より）
  - ＃ 7～24,35：「はじまりのキラキラボシ」（歌：アプリコット・桜葉&ミルフィーユ・桜葉／『GALAXY ANGEL II ＆I デュエットCD(1)』より）
  - ＃25～34:「Wing of Destiny」（歌：富田麻帆／ゲーム『GALAXY ANGEL II』）
- 番組エンディングテーマ
  - ＃1～6：「Angelic Symphony」（歌：佐藤ひろ美）
  - ＃7～35：「おんなじねがい」（初出はOP曲と同じCDより）

## その他・備考
- 兄弟に関しての話になった時、水野には2つ上の兄がいて、兄弟仲が当時良くなかったため「子供の頃は『××』」と不適切語（SEは猫の鳴き声）が入っていた（＃1の「いつもいっしょに桜葉姉妹」より）
- 稲村優奈が初めて1人でオープニングを担当。理由は前回（＃5）の「いつもいっしょに-」コーナーを参照（＃6 「G☆A☆を考えよう」より）
- 前週で負けた「いつもいっしょに-」コーナーの罰ゲームの一人危機一髪を良子が実行した。ルールは放送中にドラムロールが鳴るので鳴り終わったら剣を刺し、番組終了までに中身が飛び出さないようにするもの。しかし「いつもいっしょに-」のゲーム中に飛ばしてしまいもう1つの罰ゲームをやるハメになってしまった（＃8 オープニング「いつもいっしょに桜葉姉妹」より）
- エンディング後の「ラジログ」コーナーに木谷高明（ブロッコリー会長）が番組行脚で電波ジャック。内容はラジオ関西の同日の前時間番組でもゲスト主演した「ディメンション・ゼロ」の告知だった（＃11 「ラジログ」より）
- 地上波では時間の都合上でダイジェスト放送だった良子の罰ゲームの「はじめてのお使い」を音泉ではロングバージョンで放送したことがある（＃27 「いつもいっしょに桜葉姉妹」）
- 最終回は放送日が良子の誕生日であったため、本編では「エンジェルのたまご」と「いつもいっしょに桜葉姉妹」をぶち抜いて優奈からのクイズに答えて景品を貰ったりした。その2コーナーのぶち抜きで、エンディングにやる「ラジログ」は音泉（2006年4月6日配信）のロングバージョンとしておまけコーナー（約15分）を配信された。

## ゲスト
※表記…＃、地上波OA日/音泉配信日：ゲスト名
2005年
- ＃13 10月28日/11月3日：花村怜美（アニス・アジート 役（ギャラクシーエンジェルIIより））
- ＃15 11月11日/11月17日：小出由華・中山恵里奈（蘭花・フランボワーズ&烏丸ちとせ 役（「ミュージカルギャラクシーエンジェル」より））／「いつも一緒に桜葉姉妹」のコーナーのみ登場
- ＃16 11月18日/11月24日：小出由華・中山恵里奈（蘭花・フランボワーズ&烏丸ちとせ 役（「ミュージカルギャラクシーエンジェル」より））／オープニングからフル登場
- ＃32 3月10日/3月16日：平野綾（カルーア・マジョラム役（ギャラクシーエンジェルIIより））／ふつおたコーナーより

## コーナー
G☆A☆を考えよう
タイトルコールにて毎週変わる「G☆A☆」（ギャラクシーエンジェル）の『G』と『A』部分を考えるコーナー

### これまでに出た「GA」ワード
2005年（日付は地上波OA日）
| ＃ | O.A.     | G                                            | A                      | 備考 |
| -- | -------- | -------------------------------------------- | ---------------------- | --- |
| 01 | 8月5日   | ギャラクシー                                 | エンジェル             | - 原型ワード。これを元にGAワードを考えていく - 初回の為本来の正式名称「ギャラクシーエンジェル」とコール                                                 |
| 02 | 8月12日  | 御神体                                       | ありがたや             | |
| 03 | 8月19日  | グラッシャス                                 | アミーゴ               | 水野が体感ゲーム「サンバでアミーゴ」が好きだったと発言                                                                                                  |
| 04 | 8月26日  | ガチャピン                                   | アドベンチャー         | 水野「ガチャピンかい!」と突っ込む |
| 05 | 9月2日   | 牛乳                                         | 温めますか             | 水野「季節感ないわ」とつぶやく |
| 06 | 9月9日   | 頑張れ                                       | アプリコット           | 前回（＃5）負けた罰ゲームの関係でOP（2分22秒）は優奈一人で進行した（水野と良子は近くにいた）                                                            |
| 07 | 9月16日  | ゴチになりまーす!                            | あ、これ領収書でーす   | ゴチになるきっかけを作ってしまった場合は太っ腹な奢りをする(?)水野                                                                                       |
| 08 | 9月23日  | GO TO                                        | 秋探し!                | 水野「何かどんどん『秋探し』がこの番組のメインテーマになりつつありますが」                                                                              |
| 09 | 9月30日  | ごめ～ん                                     | あれウソ!              | 女性との約束事に「ゴメン」? |
| 10 | 10月7日  | ゴミ箱どこ?                                  | あっちだよ、お姉ちゃん | |
| 11 | 10月14日 | ジョージ                                     | アリアス               | - 水野が野球ネタで盛り上がる - 水野はオリックスファンでジョージ・アリアスも好きな選手の1人 - 良子と優奈は野球のことには詳しくなかった為ピンとこなかった |
| 12 | 10月21日 | ゴエモン                                     | アドベンチャー         | タイトルコールが「ブロ・ジー伯爵Produce」 |
| 13 | 10月28日 | 学校遅れるよ                                 | あーまた遅刻だ～       | 初のゲストに花村怜美登場 |
| 14 | 11月4日  | グルグルグルグル良いではないか良いではないか | あ～～れ～～～～       | 水野、人間ゴマに「男のロマンだよ」 |
| 15 | 11月11日 | 5番乗り場に                                  | 熱海行きの電車がきます | Aの後に付け加えられた「白線の内側まで下がってお待ちください」はノリで付けられた                                                                         |
| 16 | 11月18日 | ギャル文字は                                 | 暗号                   | 先週負けたはずの小出と中山がなぜか「ゆかとえりなの-」とタイトルコール                                                                                   |
| 17 | 11月25日 |                                              |                        | |

ふつおた
通常のお便りコーナー
エンジェルのたまご
リスナーが考えたミルフィーユが所属しているムーンエンジェル隊とアプリコットが所属しているルーンエンジェル隊の新メンバーを募集するコーナー。必要事項は名前・身長・属性・能力の4つ。能力に関してはバロメーター式で、持ちポイントの10ポイントを知力・体力・運の3つに振り分けること毎月月末にグランプリを決めて、選ばれた作品はイラストレーターがそのイラストを描き公式サイト上で公開された。
いつもいっしょに桜葉姉妹
桜葉姉妹扮する良子と優奈にやってもらいたい試練や課題を募集。勝てば水野に罰ゲームもしくは水野からのご褒美、負ければ姉妹に罰ゲームが実施される
ちなみに回によっては内容ゆえに来週に執行されるものもあった（例：「次回の呼び名がブロジー伯爵（水野※なお名前はブロッコリーとGAのGから出命名者は優奈）」、「はじめてのお使い（良子）」、「翌週の放送は全員関西弁（3人）」）

### これまでに挑戦したゲーム
| ＃ | 試練・課題 | 地上波OA日     | 結果（桜葉姉妹の勝負） | 備考 |
| -- | --- | -------------- | ---------------------- | --- |
| 01 | | 2005年8月5日   |                        | |
| 02 | | 2005年8月12日  |                        | |
| 03 | | 2005年8月19日  |                        | |
| 04 | | 2005年8月26日  |                        | |
| 05 | けん玉を大皿・小皿・後ろ皿に乗せる（サドンデス）                                                              | 2005年9月2日   | ×                      | - 良子と優奈の交互でけん玉の玉を乗せていく - 次週（＃6）優奈一人でOPを全部やるハメに |
| 06 | お題合わせてぴっ単語                                                                                          | 2005年9月9日   | ○                      | - 出されたお題に水野と一緒にならなければクリア（桜葉姉妹・水野の答えが不一致ならOK） - ロッテの「ブラックブラック」（本編では伏せられていた）を4粒一気に食べる罰ゲームだったが、敗者の水野は全然平気だった - 良子はミント系の刺激物がダメ |
| 07 | 「～の～」という言葉を使ってしりとり                                                                          | 2005年9月16日  | ×                      | - 制限時間1分で合計10問×2（桜葉姉妹で2回挑戦） - 水野良は×だが、水の量は○（つまり固有名詞はダメ） - しりとりの詳細（良子、優奈の交互で）：1回目…ラー油の入れ物→のび太の帽子→しずくの後→トンネルの先→キスの後→トンボの羽→猫の体→大工さんのハチマキ→着物の裾→そばのつゆ→雪の景色→機関車の煙→りんごの毒→熊のお腹→カモメの巣（以上15個） - 2回目（優奈、良子の交互で）…ルビーの輝き→菊の花びら→らくだの毛→毛虫の毛→毛糸のマフラー→ありんこの体→ダミーのお人形→ウコンの液体→犬のお散歩（以上9個） - 良子の『りんごの毒』に水野、「ないよそんなものは」とつっこむ - 罰ゲームの「一人危機一髪」は次回に行われることに（概要参照）              |
| 08 | お互い1～10までの数字を相手に見えないように書いて相手の数字を当て合う                                         | 2005年9月23日  | ×                      | - 水野vs桜葉姉妹 - このゲームの途中で良子、「一人危機一髪」の黒ひげを飛ばしてしまう。そのため姉妹はカルピスを原液のまま飲むという罰ゲームを味わった |
| 09 | 教えて花言葉（各メンバーの誕生日の花の種類に関してのクイズを3択）                                             | 2005年9月30日  | ×                      | - 3問中1問のため - メルヘンドリンク花の蜜（イチゴ、蜂蜜、トマト、みかん、ラフランス、野菜ジュースを水野が混ぜ合わせる） - ハチミツと黒酢の組み合わせじゃなくてホッとした良子 - トマトジュースの臭いがスタジオ中に広がった |
| 10 | ジャストサーティーセカンズ（電話がかけ、留守電モードになるので丁度30秒になるように合わせて残す。前後1秒は可） | 2005年10月7日  | ×（優奈）              | - 桜葉姉妹の対決で優奈25秒、良子29秒で優奈が罰ゲーム - 罰ゲームはモノマネ30秒。良子がリストに書いてあるモノマネを言い、優奈が言う形式。タモリ→浜崎あゆみ→ジャイアント馬場→マイケル・ジャクソン→ダース・ベイダー→古畑任三郎→アナゴさん→ブタ→ドラえもん→なかやまきんに君の順だったがグダグダだった |
| 11 | 大久保（宇治）の聖徳太子ゲーム                                                                                | 2005年10月14日 | ○                      | - 似たような言葉を姉妹が同時に叫び、それを水野が答える。正解数50%以上なら水野の勝ち、以下なら姉妹の勝ち - 1問目…×（○良:ダース・ベイダー ×優:デーブ・スペクター(「大仏様」と答え不正解)） - 2問目…○（ハイキング バイキング） - 3問目…×（オーブンレンジ ×オレンジレンジ） - 4問目…×（○オリゴ糖 ×おめでとう(「オルガ塔」と答え不正解)） - 5問目…×（○パンダ ×ランファ） - 6問目…○（○りょーことゆーな ○いいこと言うな） - 罰ゲームはエンゼル缶紙を1枚引き、引いた名前は次週その名で呼ばれる→水野の＃12での呼び名は「ブロジー伯爵」に決定 - そのネームは優奈が考えたものであり、「ブロ」（ブロッコリー）と「G」（GA）と伯爵を組み合わせたもの |
| 12 | 早口言葉（各3回）                                                                                             | 2005年10月21日 | ×                      | - 「東京特許許可局」（良：○） - 「観光旅行客」（優：×） - 「寿限無寿限無五劫の擦り切れ海砂利水魚の水行末雲来末風来末食う寝る処に住む処やぶら小路の藪柑子パイポパイポパイポのシューリンガンシューリンガンのグーリンダイグーリンダイのポンポコピーのポンポコナーの長久命の長助」（優：×） - 「親ゴルバチョフ書記長子ゴルバチョフ書記長孫ゴルバチョフ書記長」（良：×） - 最初の「東京特許許可局」のみ成功、残り3つは失敗 - 罰ゲームとしてラップ調でタイトルコール |
| 13 | 絶叫エンジェルボイス                                                                                          | 2005年10月28日 | ○（桜葉姉妹の勝利）    | - お題にあった言葉を一息で出来るだけ長く叫ぶ（秒数競い） - 桜葉姉妹vs水野・花村 - 1.この番組に一言物申す→良子「芸人じゃねぇ」（15秒）・・・絶叫の中には「辛いよ～～もーいや帰りた～～いやだ帰りたい泣きたいもう」も含む - 2.お気に入りの必殺技の名前→水野「ルストハリケーン」（8秒）・・・マジンガーZの技 - 3.お風呂に入って最後に洗うところ→優奈「足の裏」（18秒） - 4.（出演者4人の中で）生まれ変われるとしたら誰になりたい?→花村「新谷さん」（17秒）・・・（周りが笑わせてくるので）花村「笑わせないで」 - 罰ゲームは好きになったことのある異性の下の名前を絶叫する→水野「アルテシア」、花村「カズヤ」                               |
| 14 | ダイナマイト文字数しりとり                                                                                    | 2005年11月4日  | ○（桜葉姉妹の勝利）    | - 爆弾風タイマー（40秒でカチッと音がなる）を使ってしりとりを言い、言えたら次の人に渡す（水→良・優→水…の交代交代）。その時に爆弾を持っていたチームの負け。尚、文字数は1本目は2文字、2本目3文字、3本目4文字で対決する - （水野からスタート）トリ→リス→スリ→リコ→コマ→マキ→キス→スキ→キリ→リカ→カミ→ミト→トキ→×（良子アウトで硬直） - （優奈からスタート）ヤサイ→インコ→コアラ→ラツパ→パセリ→リンド×（水野、ロンドと勘違いでアウト） - （良子からスタート）ヤキトリ→リクガメ→メジルシ→シキガミ→ミズイロ→ロウソク→クノイチ→×（優奈の絶妙なタイミングで水野に渡った）                                                                        |
| 15 | 限定パピプペポゲーム                                                                                          | 2005年11月11日 | ○（桜葉姉妹の勝利）    | - 出てくる言葉をパピプペポだけを使って相手に伝える。桜葉姉妹vsミュージカル（小出・中山）で1分間以内に多く答えたほうが勝ち（前半・後半30秒交代） - ミュージカルチームが勝てば次週のパーソナリティ権を持つことが出来たが、8-7で姉妹の勝ち |
| 16 | アドリブエンジェル                                                                                            | 2005年11月18日 | ×                      | - 出てきた単語を使って3つ以上の文章にする。制限時間30秒（桜葉姉妹vs蘭花・ちとせ） - 11－12で蘭花・ちとせコンビの勝ち - 罰ゲームはアドリブ物語。3つのお題を使い切ってお話をする（お題は黄金ボックスから引く）。アーノルド、みぞおち、ほっこり（京都弁でほっとしたような気分の意）を姉妹は見事使いきりクリア |
| 17 | | 2005年11月25日 |                        | |

ラジログ
エンディング後に行われるコーナー。水野が気になるトピックや日々の徒然なる話などを約1分で話していく。ラジログとは「ラジオでブログ」の略